# Dealer (2021)
Dealer  is een Belgische film uit 2021, geschreven en geregisseerd door Jeroen Perceval.

## Verhaal
Johnny (Sverre Rous) is een veertienjarige drugsdealer die in een tehuis voor jongeren met een moeilijke thuissituatie verblijft. Hij maakt deel uit van de Antwerpse bende van Luca (Bart Hollanders) maar droomt van een beter leven. Wanneer hij de succesvolle acteur Anthony (Ben Segers) ontmoet, ontstaat een speciale band tussen hen.

## Rolverdeling
| Acteur          | Personage                         |
| --------------- | --------------------------------- |
| Ben Segers      | Anthony                           |
| Sverre Rous     | Johnny                            |
| Bart Hollanders | Luca                              |
| Veerle Baetens  | Eva De Wouwer (moeder van Johnny) |
| Jennifer Heylen | Natasja                           |
| Ward Kerremans  | Mathieu                           |

## Release en ontvangst
Dealer is het speelfilmdebuut als regisseur van Jeroen Perceval en ging op 28 september 2021 in wereldpremière op het Fantastic Fest in Austin (Texas) en kreeg zijn Europese première op het Film Fest Gent. De film kreeg positieve kritieken van de filmcritici en won in 2022 negen Ensors (op 14 nominaties), de belangrijkste Vlaamse filmprijzen.

## Prijzen en nominaties
De belangrijkste:
| Jaar | Prijs  | Categorie                                       | Genomineerde(n)   | Uitslag     |
| ---- | ------ | ----------------------------------------------- | ----------------- | ----------- |
| 2022 | Ensors | Beste film                                      | Beste film        | Gewonnen    |
| 2022 | Ensors | Beste acteurprestatie in een hoofdrol           | Ben Segers        | Genomineerd |
| 2022 | Ensors | Beste acteurprestatie in een hoofdrol           | Sverre Rous       | Genomineerd |
| 2022 | Ensors | Beste acteurprestatie in een ondersteunende rol | Bart Hollanders   | Gewonnen    |
| 2022 | Ensors | Beste acteurprestatie in een ondersteunende rol | Veerle Baetens    | Genomineerd |
| 2022 | Ensors | Beste montage                                   | Maarten Janssens  | Genomineerd |
| 2022 | Ensors | Beste regie                                     | Jeroen Perceval   | Gewonnen    |
| 2022 | Ensors | Beste kostuums                                  | Manon Blom        | Genomineerd |
| 2022 | Ensors | Beste make-up                                   | Dorien Van Poucke | Gewonnen    |
| 2022 | Ensors | Beste scenario                                  | Jeroen Perceval   | Gewonnen    |
| 2022 | Ensors | Beste muziek                                    | Stan Lee Cole     | Gewonnen    |
| 2022 | Ensors | Beste geluid                                    | Yanna Soentjens   | Gewonnen    |
| 2022 | Ensors | Beste art direction                             | Bart Van Loo      | Gewonnen    |
| 2022 | Ensors | Beste D.O.P.                                    | David Williamson  | Gewonnen    |